# 艾佛敦公園區 (昆士蘭州)
艾佛敦公園是布里斯本市政府的轄區。

## 外部連結
- University of Queensland: Queensland Places: Everton Park （页面存档备份，存于）